# Crotalaria megapotamica
Crotalaria megapotamica är en ärtväxtart som beskrevs av Arturo Erhardo Erardo Burkart. Crotalaria megapotamica ingår i släktet sunnhampor, och familjen ärtväxter. Inga underarter finns listade i Catalogue of Life.